# Oporinia brevipennis
Oporinia brevipennis är en fjärilsart som beskrevs av Hoffmeyer 1958. Oporinia brevipennis ingår i släktet Oporinia och familjen mätare. Inga underarter finns listade i Catalogue of Life.